# سمك مخمر

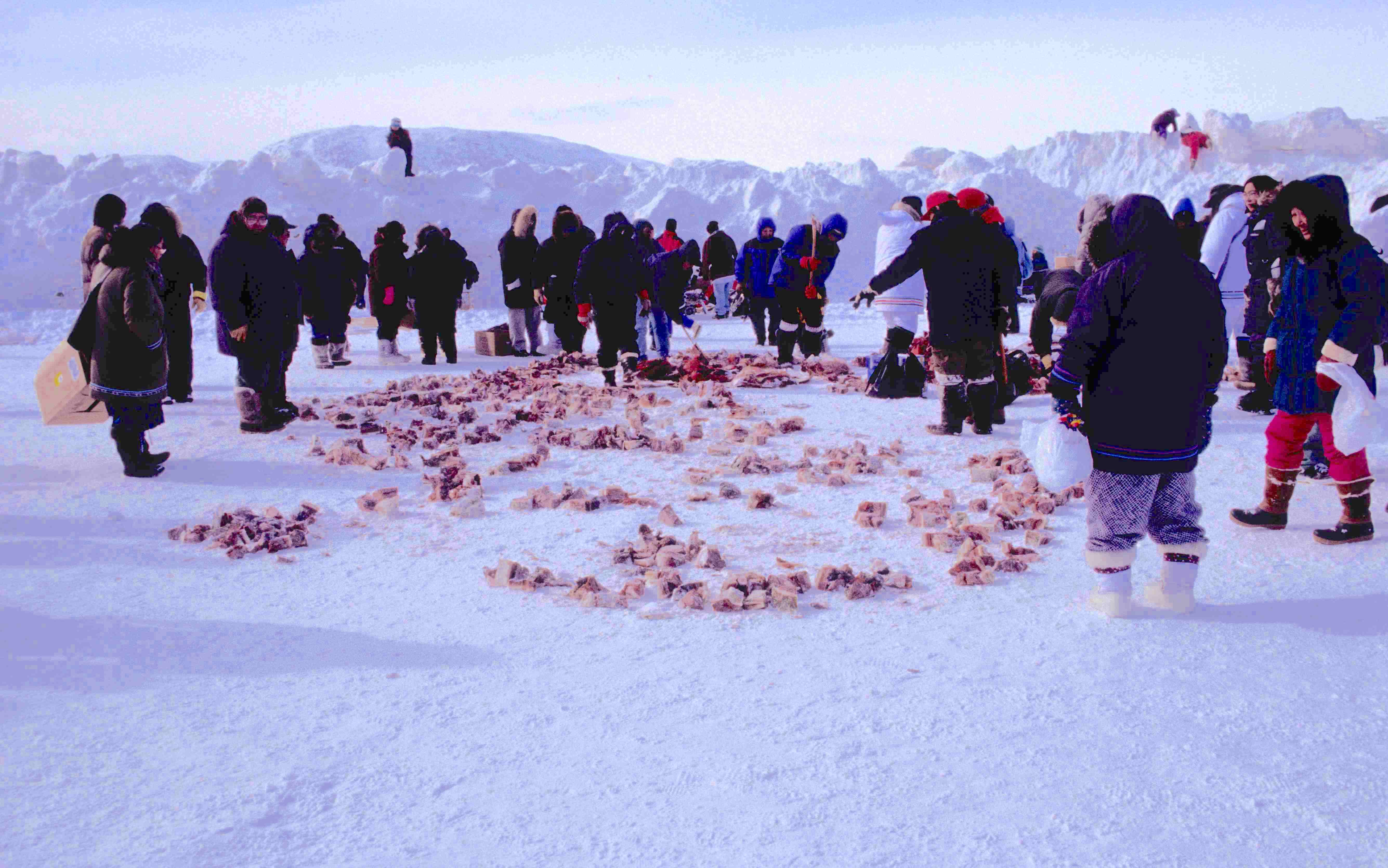

سمك مخمر هي طريقة تقليدية لحفظ السمك. قل ظهور الثلاجات، التعليب وطرق حفظ الأطعمة الحديثة الأخرى لم تكن متوفرة لذلك تخمير السمك كان طريقة حفظ مهمة. السمك يتلف بسرعة كبيرة، لذلك وجب المحافظة عليه باستخدام بعض طرق حفظ الأطعمة لإيقاف أو إبطاء تلفه. يقوم التخمير بحماية السمكة من البكتيريا التي تؤدي إلى تلفه. تقوم عملية التخمير بجعل عضلات السمكة أكثر حامضية تتكاثر البكتيريا عندما تكون درجة الحموضة أقل من 4.5 درجة أي عندما تميل إلى القاعدية منها إلى الحامضية لذلك تقوم عملية التخمير بزيادة درجة حامضية السمكة وتحميها من تكاثر البكتيريا.